# Natti Natasha
Natti Natasha, vlastním jménem Natalia Alexandra Gutiérrez Batista (* 10. prosince 1986 Santiago de los Caballeros), je zpěvačka a skladatelka z Dominikánské republiky, žijící v New Yorku. Věnuje se žánrům reggaeton, contemporary R&B a bachata, jejími hudebními vzory jsou Lauryn Hill a Bob Marley. V roce 2011 podepsala smlouvu se značkou Orfanato Music Group, kterou vlastní Don Omar. V roce 2012 vydala debutové EP All About Me a v roce 2019 vydala první album Iluminatti, které se stalo platinovou deskou. Nahrála hity Criminal (s Ozunou) a Sin Pijama (s Becky G). Obdržela také čtyři ceny Premios Lo Nuestro.